# Кукеїт

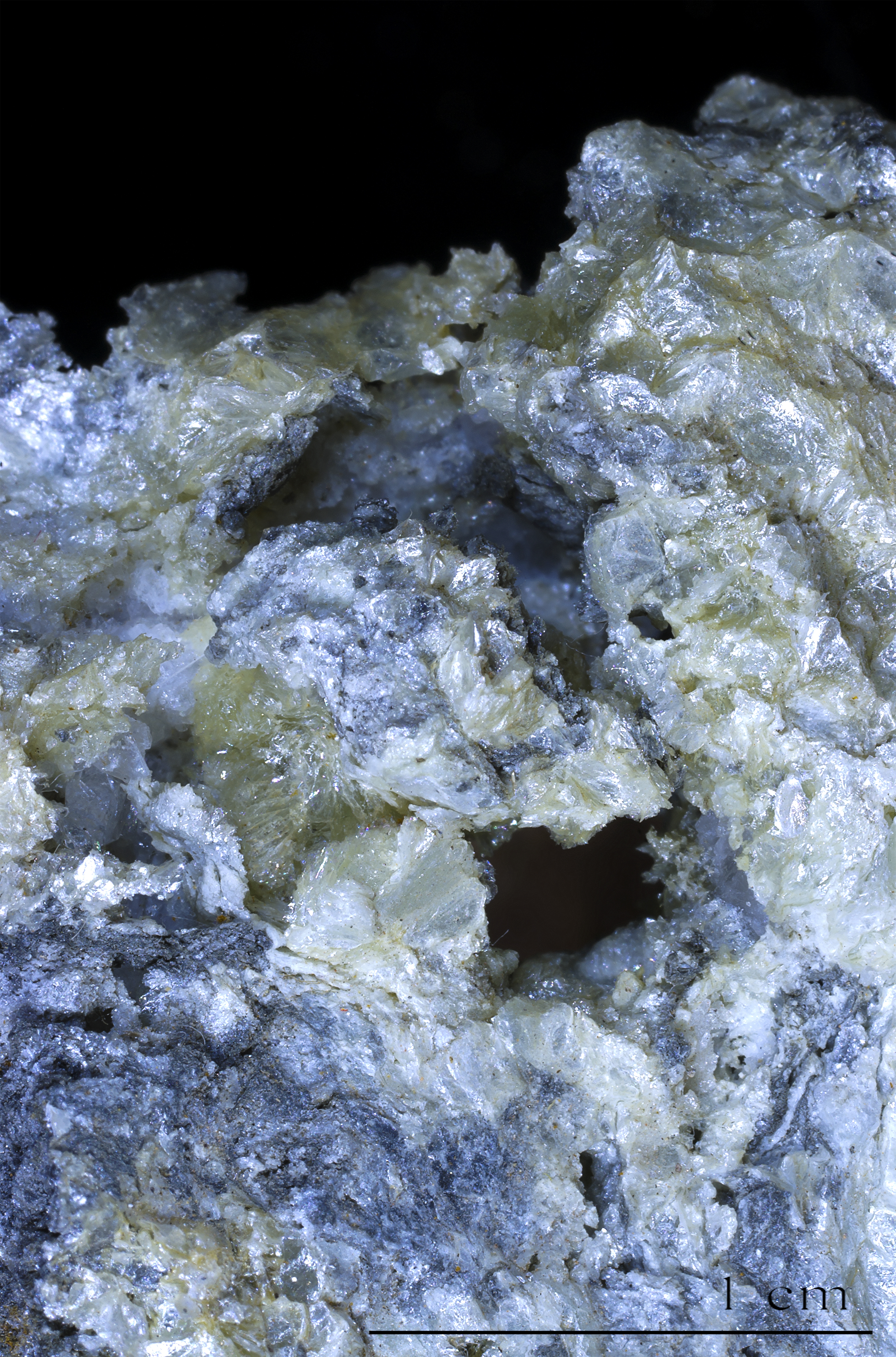
Кукеїт

Кукеїт (рос. кукеит; англ. cookeite; нім. Cookeit m, Kukeit m) — мінерал, гідроксилалюмосилікат літію з групи хлориту.

## Загальний опис
Хімічна формула: 4 [LiAl4(Si3Al)O10(OH)8].
Часто зустрічається у вигляді перламутрових кірочок на кристалах рожевого ельбаїту.
Зустрічається з турмаліном і лепідолітом на г. Майка (Канада, район Хіброну) і в районі Бакфілду (шт.Мен) та в Холдам-Неке (штат Коннектикут, США). Названий за прізвищем Дж. Р.Кука (J.P.Cooke).